# JR貨物UR18A形コンテナ
UR18A形コンテナ（UR18Aがたコンテナ）は、日本貨物鉄道（JR貨物）輸送用として籍を編入している12ft私有コンテナ（冷蔵コンテナ）である。

## 概要
本形式の数字部位 「 18 」は、コンテナの容積を元に決定される。このコンテナ容積18 m3の算出は、厳密には端数を四捨五入計算のために、内容積17.5 m3 - 18.4 m3の間に属するコンテナが対象となる
。また形式末尾のアルファベット一桁部位「A」は、コンテナの使用用途（主たる目的）が「普通品の輸送」を表す記号として付与されている。

## 特記事項
- 1988年（昭和63年）度から製造されている。0番台は複数の企業向けで294個製造された。その後、UR17A形500番台の後継を受け継ぐ形で1990年（平成2年）度より2500番台を生産開始した。その後、1997年（平成9年）から10000番台が製造されている。
- 2000年（平成12年）5月から2001年（平成13年）度にかけて、野菜などを保冷輸送するための簡易通風機構付きの20000番台を製造された。
- 2004年（平成16年）度に製造が終了し、UR19A形に移行した。
- 2020年（令和2年）現在、10000番台がわずかに残っているが、UR19A形10000番台によって置き換えが進んでいる。
- 2021年（令和3年）3月31日現在、日本石油輸送の個体は、1個のみが日本石油輸送に籍を置き、使用されている。

## 番台毎の概要
- 番台は0番台、2500番台、10000番台、20000番台の4種類に分けられている。

### 0番台
1
日本石油輸送所有。

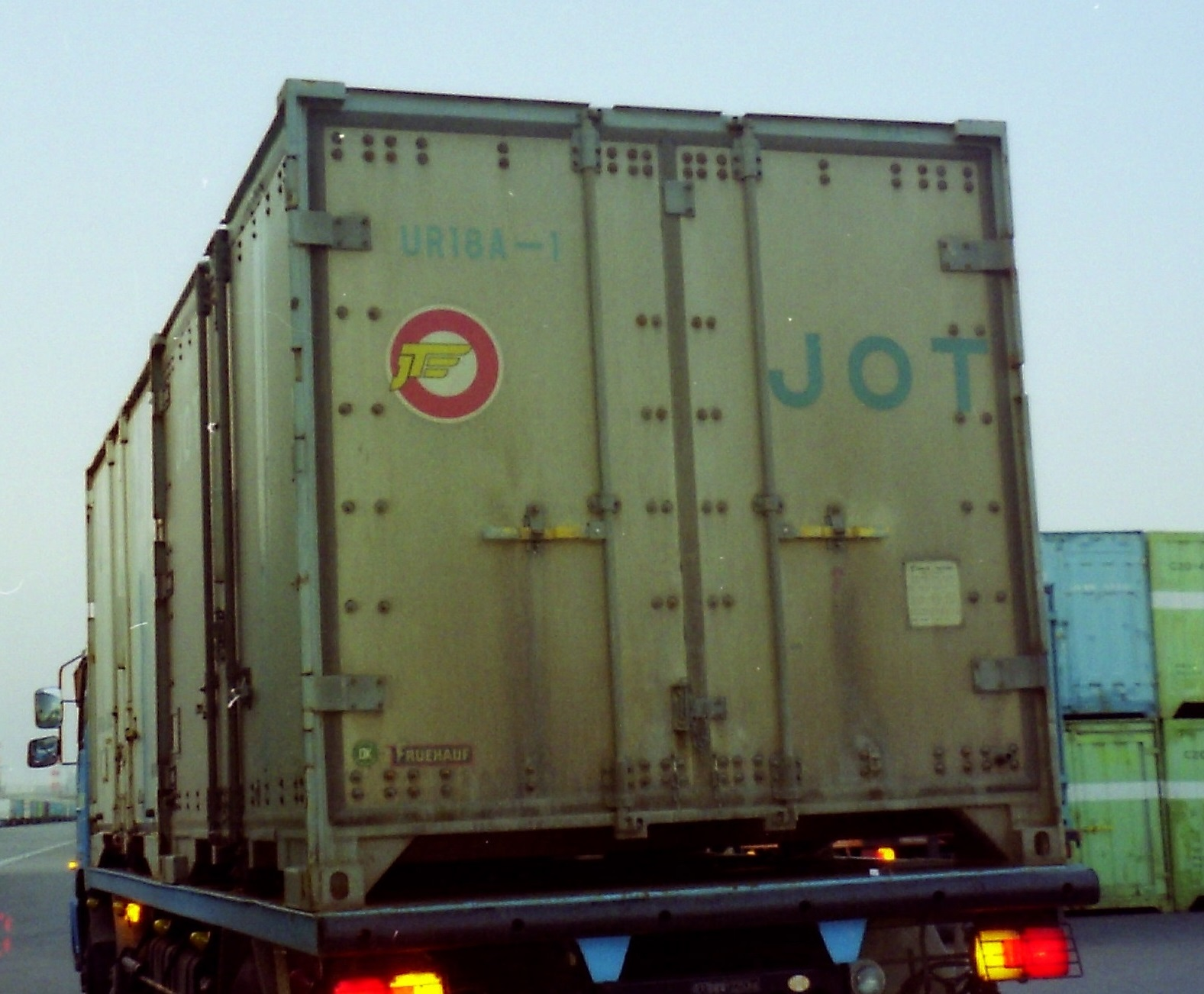
UR18A-1 日本石油輸送所有。

2 - 5
ホクレン所有。

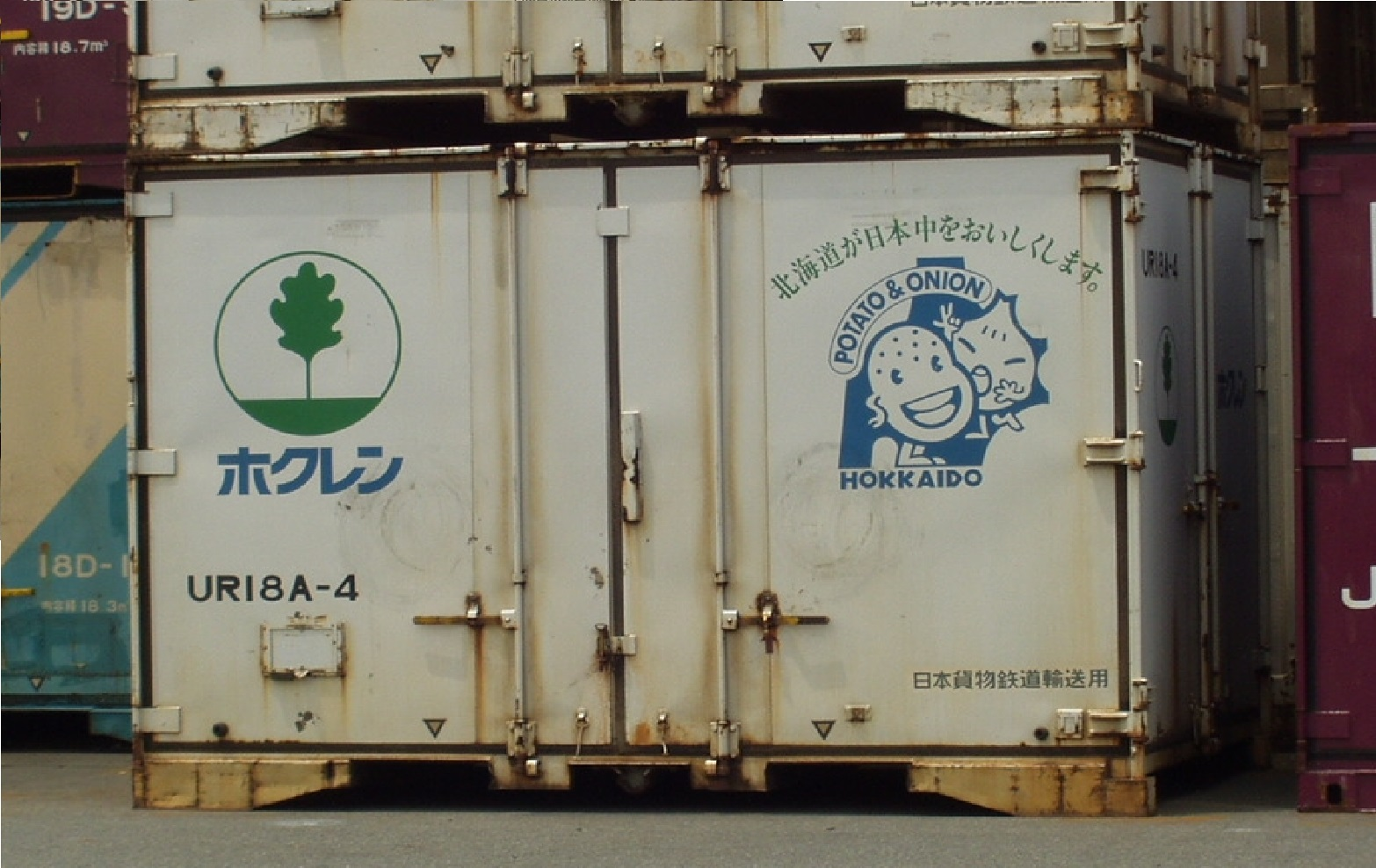
UR18A-4 ホクレン所有。

6 ・ 7
（所有者不明）
8
ホクレン所有。
9
（所有者不明）
10 - 19
ホクレン所有。
20
（所有者不明）
21
ホクレン所有。

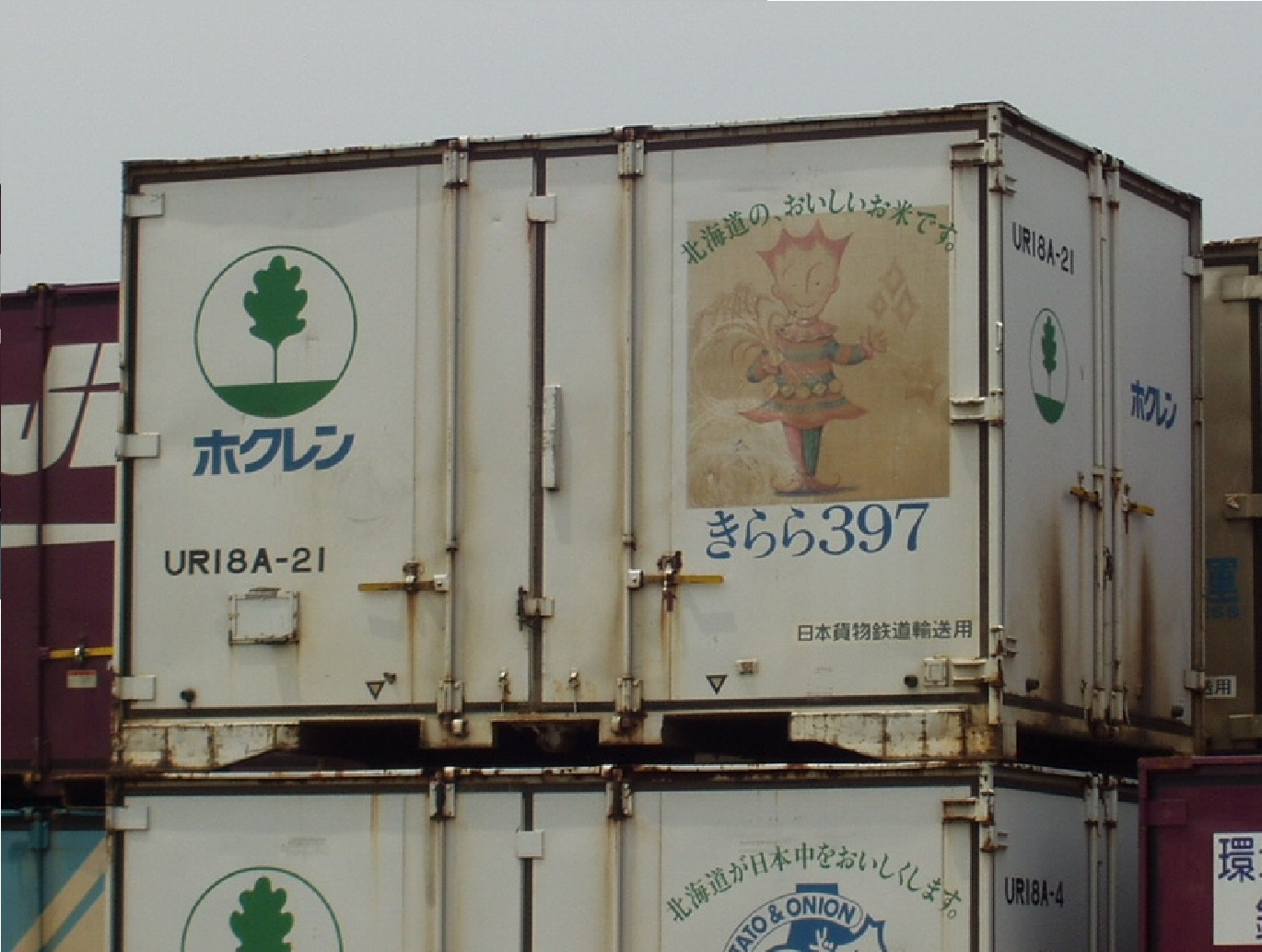
UR18A-21 ホクレン所有。

22
（所有者不明）
23 - 25
ホクレン所有。
26
（所有者不明）
27 - 29
ホクレン所有。
30
（所有者不明）
31
ホクレン所有。
32 - 40
函館運送所有。
41
（所有者不明）
42 - 44
函館運送所有。
45
（所有者不明）
46 ・ 47
函館運送所有。
48 ・ 49
（所有者不明）
50 ・ 51
函館運送所有。
52 - 55
旭川通運所有。
56 - 59
（所有者不明）
60
旭川通運所有。
61 ・ 62
（所有者不明）
63
旭川通運所有。
64 ・ 65
（所有者不明）
66
旭川通運所有。
67
（所有者不明）
68
旭川通運所有。
69
（所有者不明）
70
旭川通運所有。
71
（所有者不明）
72 - 77
旭川通運所有。
78 - 80
（所有者不明）
81
旭川通運所有。

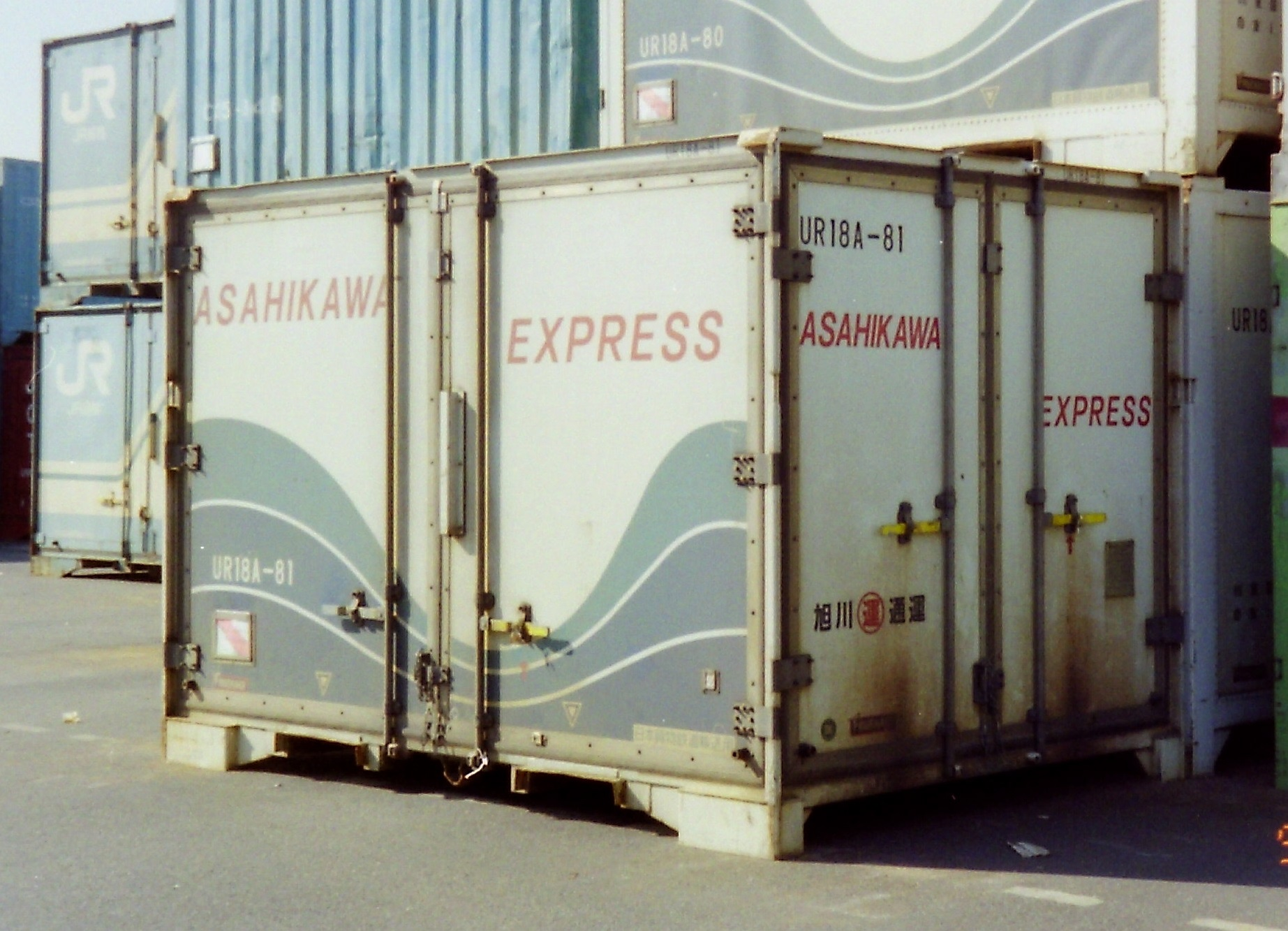
UR18A-81 旭川通運所有。

82
（所有者不明）
83 ・ 84
旭川通運所有。
85
（所有者不明）
86
旭川通運所有。
87
（所有者不明）
88 ・ 89
旭川通運所有。
90 ・ 91
（所有者不明）
92
旭川通運所有。
93 - 95
（所有者不明）
96 ・ 97
旭川通運所有。
98
（所有者不明）
99 ・ 100
旭川通運所有。
101 - 104
（所有者不明）
105
旭川通運所有。
106
旭川通運所有。
107 - 111
旭川通運所有。
112
美瑛通運所有。
113
中央通運所有。

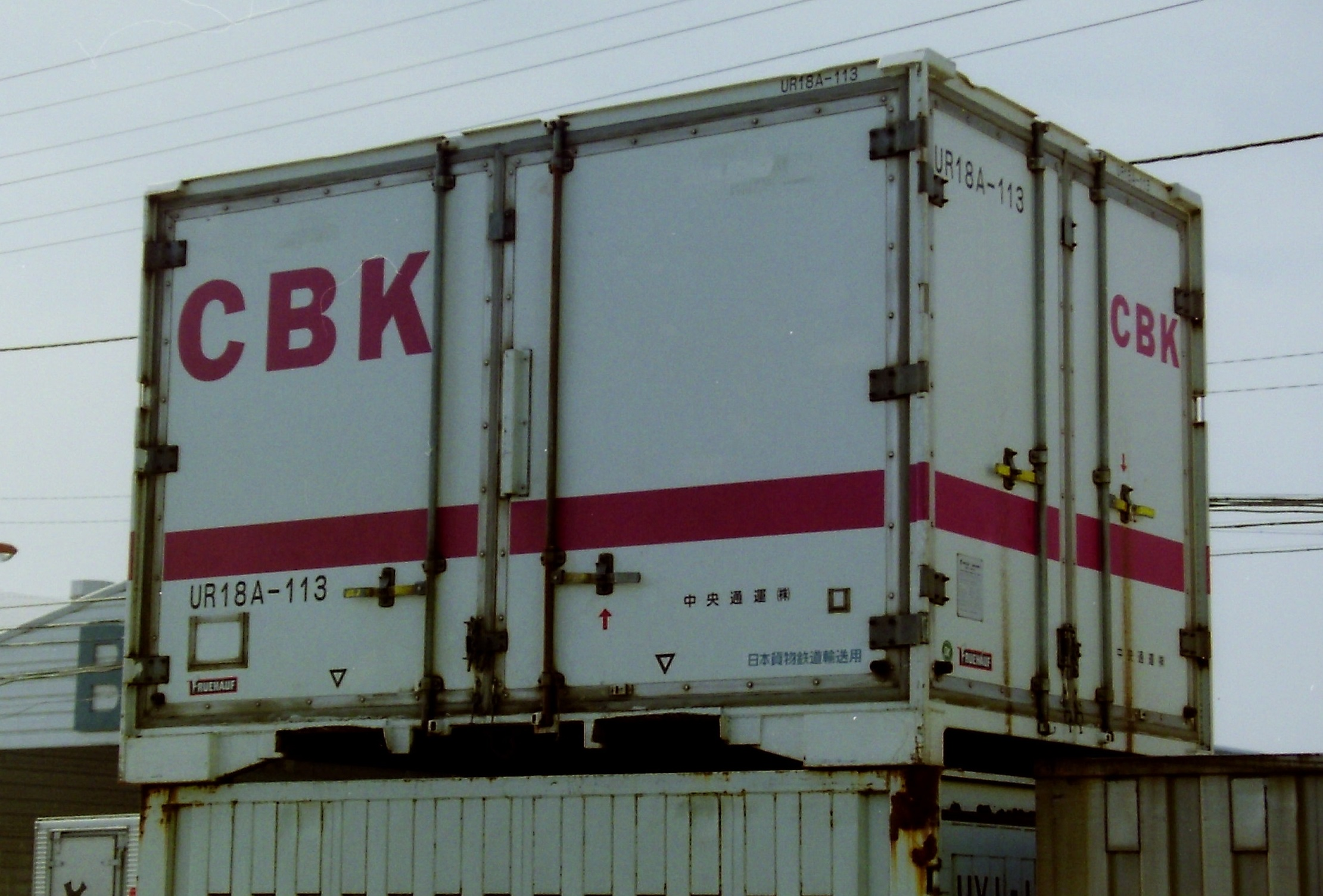
UR18A-113 中央通運所有。

114 ・ 115
美瑛通運所有。
116 ・ 117
北見通運所有。
118 ・ 119
北海道ジェイアール物流所有。
120
（所有者不明）
121 - 123
北海道ジェイアール物流所有。
124 ・ 125
（所有者不明）
126
北海道ジェイアール物流所有。
127 ・ 128
（所有者不明）
129 ・ 130
北海道ジェイアール物流所有。
131
（所有者不明）
134 - 144
日本フレートライナー所有。（金澤運送借受）

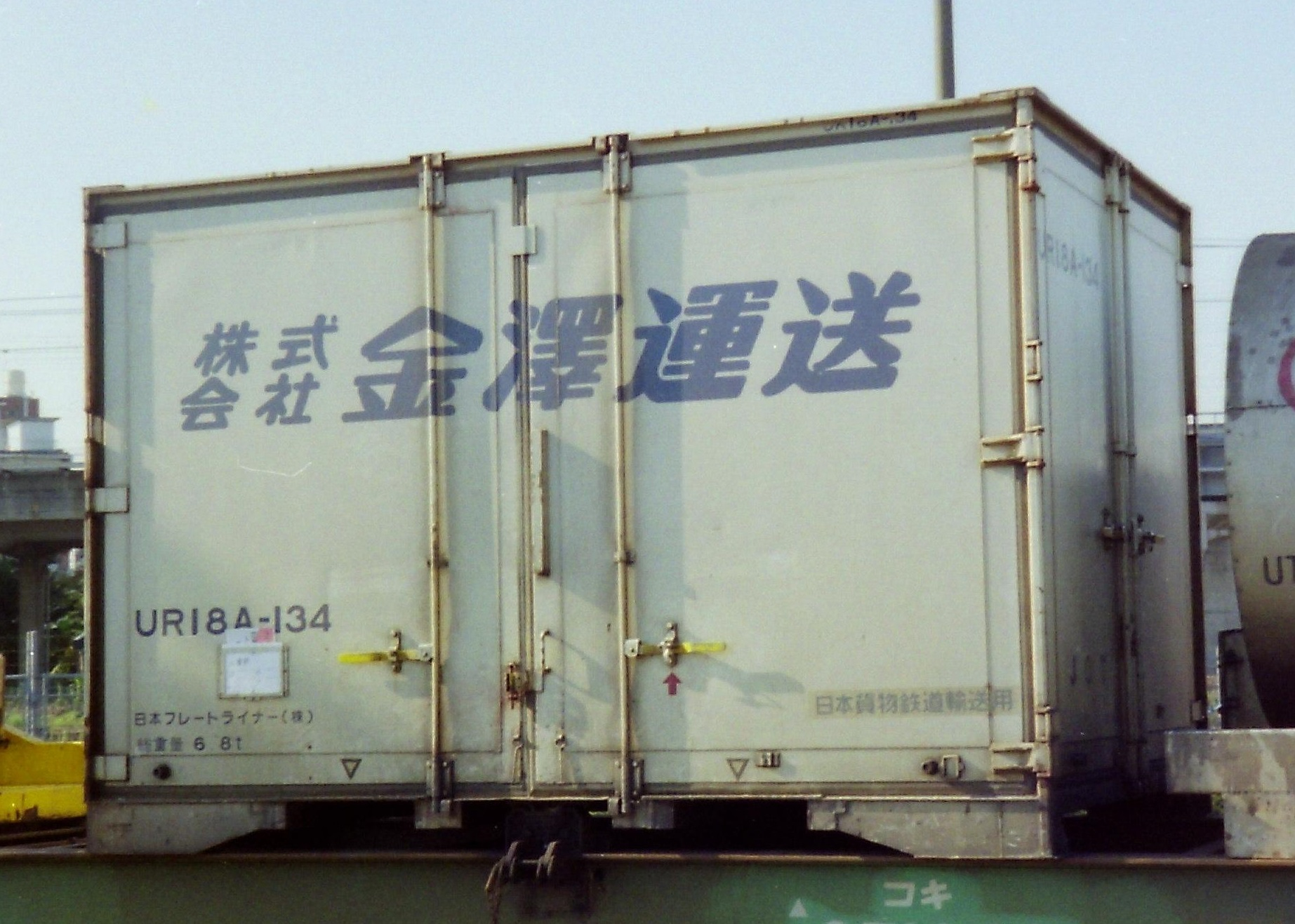
UR18A-134 日本石油輸送所有／日本フレートライナー借受／金澤運送借受。
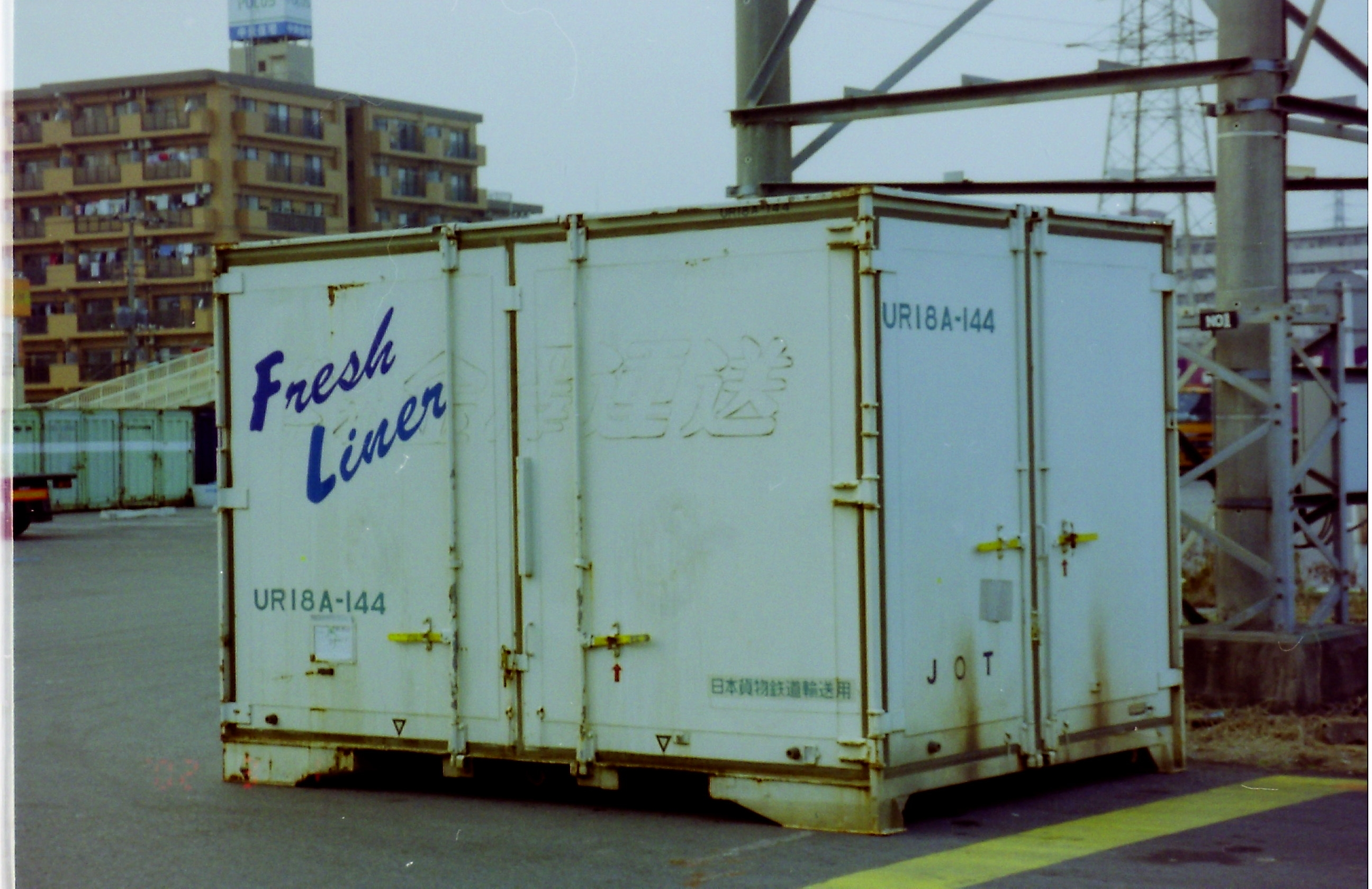
UR18A-144 日本石油輸送所有／日本フレートライナー借受。

145
北海道ジェイアール物流所有。
146 ・ 147
（所有者不明）
148
北海道ジェイアール物流所有。
149 ・ 150
（所有者不明）
151 ・ 152
北海道ジェイアール物流所有。
153
（所有者不明）
154 - 163
北海道ジェイアール物流所有。
164 - 166
（所有者不明）
167 - 170
北海道ジェイアール物流所有。
171
（所有者不明）
172 ・ 173
北海道ジェイアール物流所有。
174 - 176
（所有者不明）
177 - 181
函館運送所有。
182
（所有者不明）
183
函館運送所有。
184 - 186
（所有者不明）
187 ・ 188
函館運送所有。
189
（所有者不明）
190 ・ 191
函館運送所有。

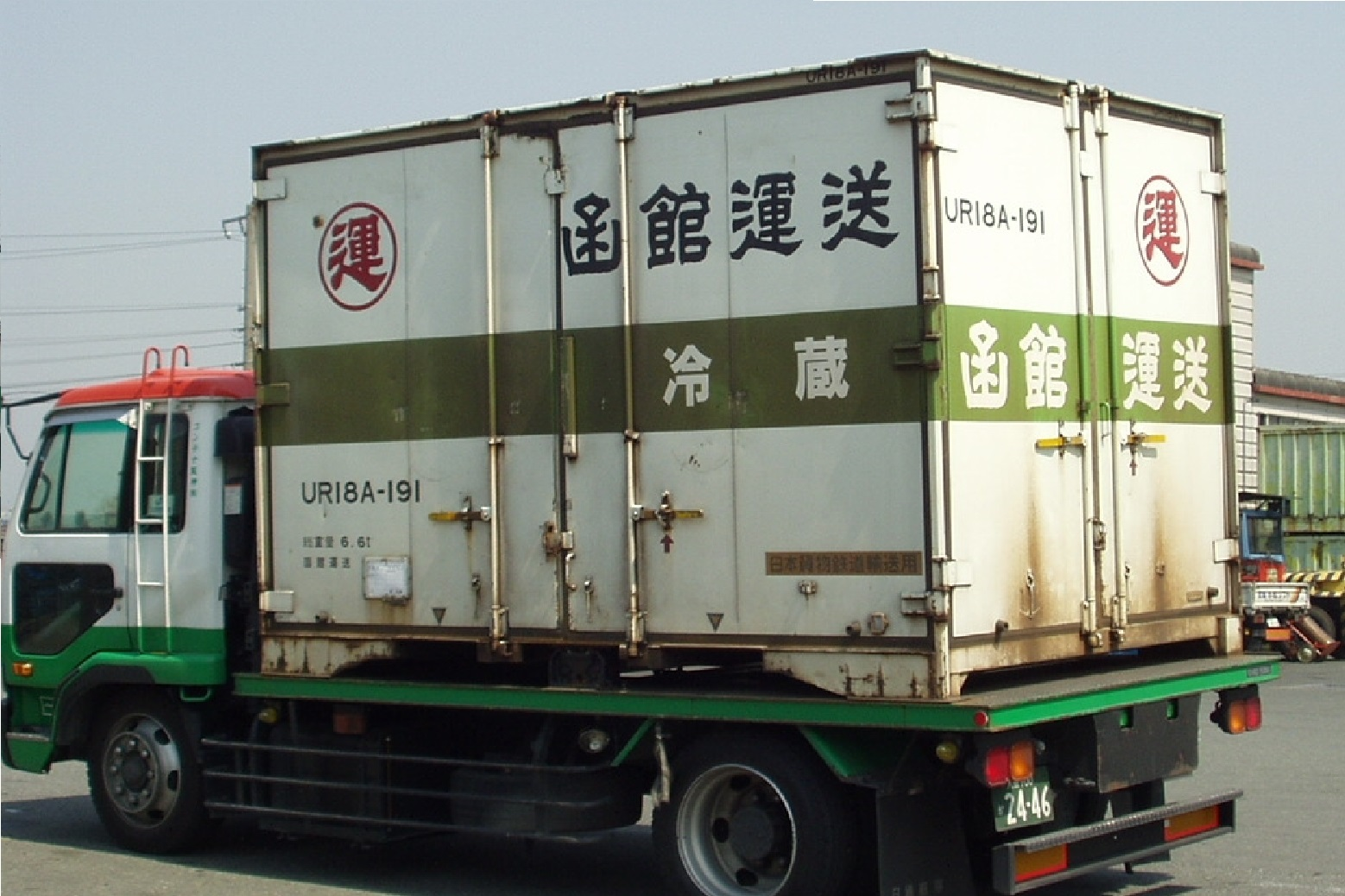
UR18A-191 函館運送所有。

192 - 193
（所有者不明）
194
函館運送所有。
195
北海道ジェイアール物流所有。
196
（所有者不明）
197 - 200
北海道ジェイアール物流所有。
201 ・ 202
（所有者不明）
203 - 206
北海道ジェイアール物流所有。
207 - 209
（所有者不明）
210
北海道ジェイアール物流所有。
211 - 214
（所有者不明）
215
北海道ジェイアール物流所有。
216
（所有者不明）
217 - 221
北海道ジェイアール物流所有。
222
（所有者不明）
223 - 226
北海道ジェイアール物流所有。
227
（所有者不明）
228
北海道ジェイアール物流所有。
229 - 232
（所有者不明）
233 - 236
北海道ジェイアール物流所有。
237
（所有者不明）
238
北海道ジェイアール物流所有。

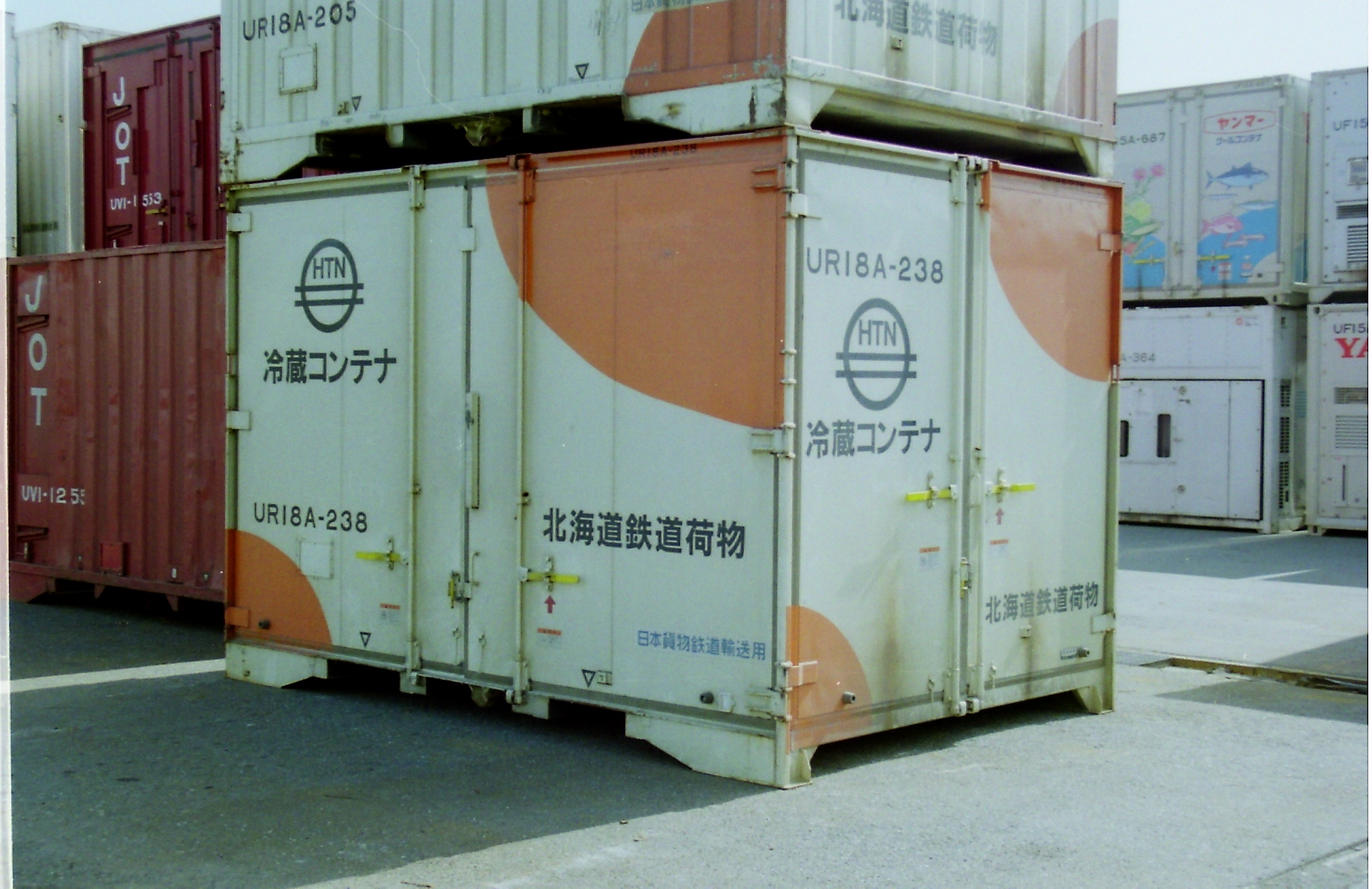
UR18A-238 旧、北海道鉄道荷物所有。

239
（所有者不明）
247 - 249
北海道ジェイアール物流所有。

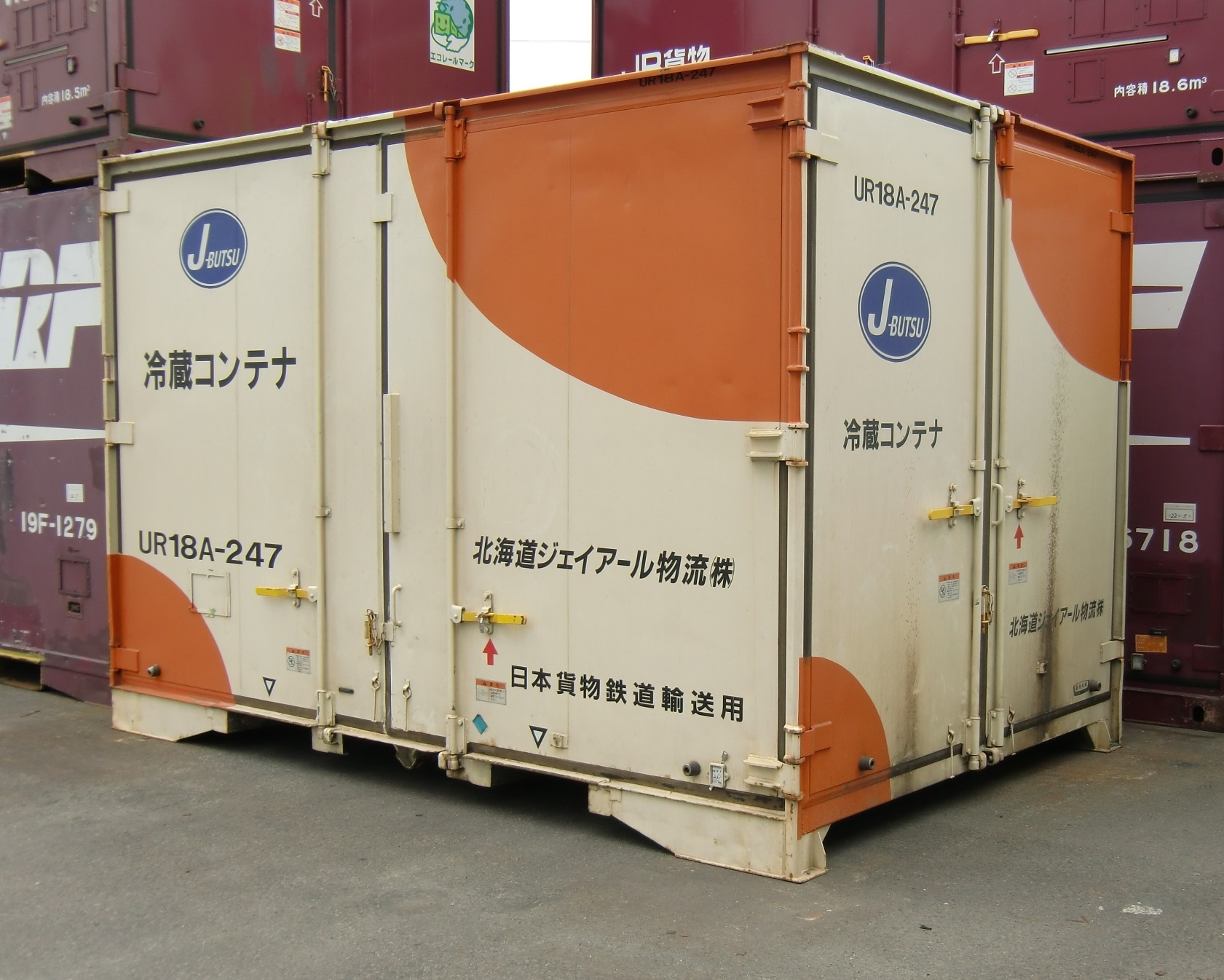
UR18A-247 北海道ジェイアール物流所有。

250 - 254
中央通運所有。
255 - 259
美瑛通運所有。

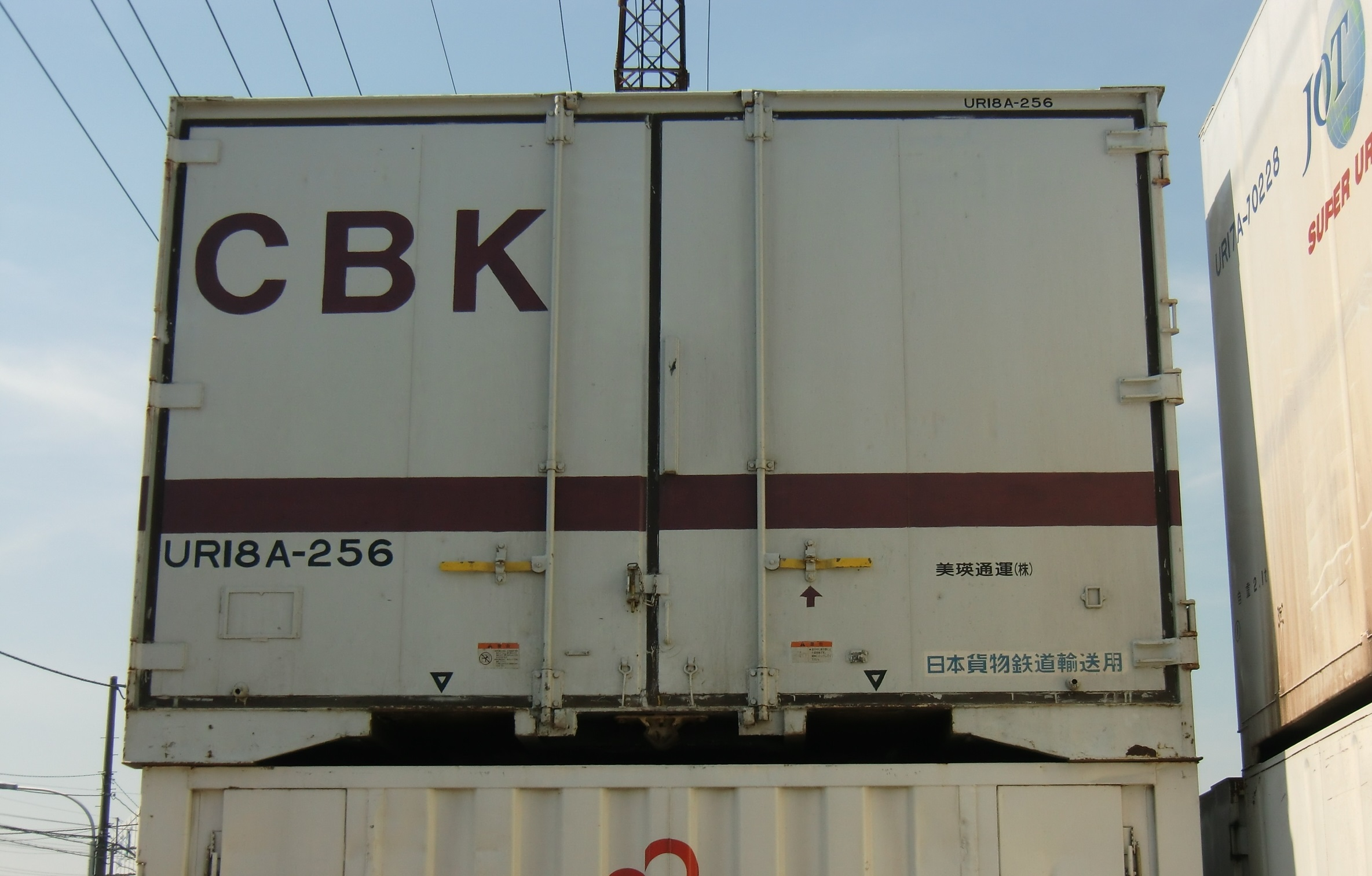
UR18A-256 美瑛通運所有。

260 - 264
北見通運所有。

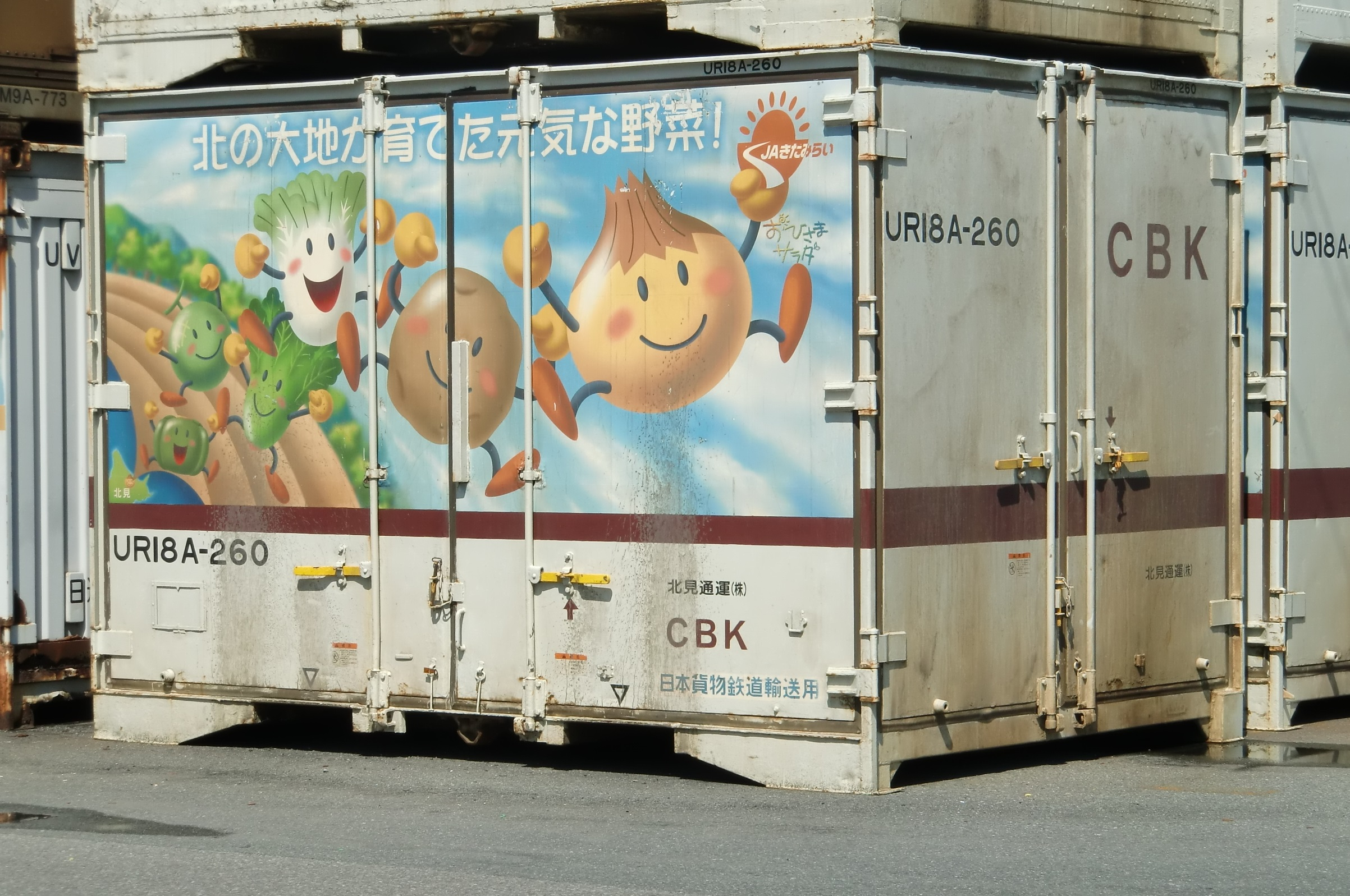
UR18A-260 北見通運所有。
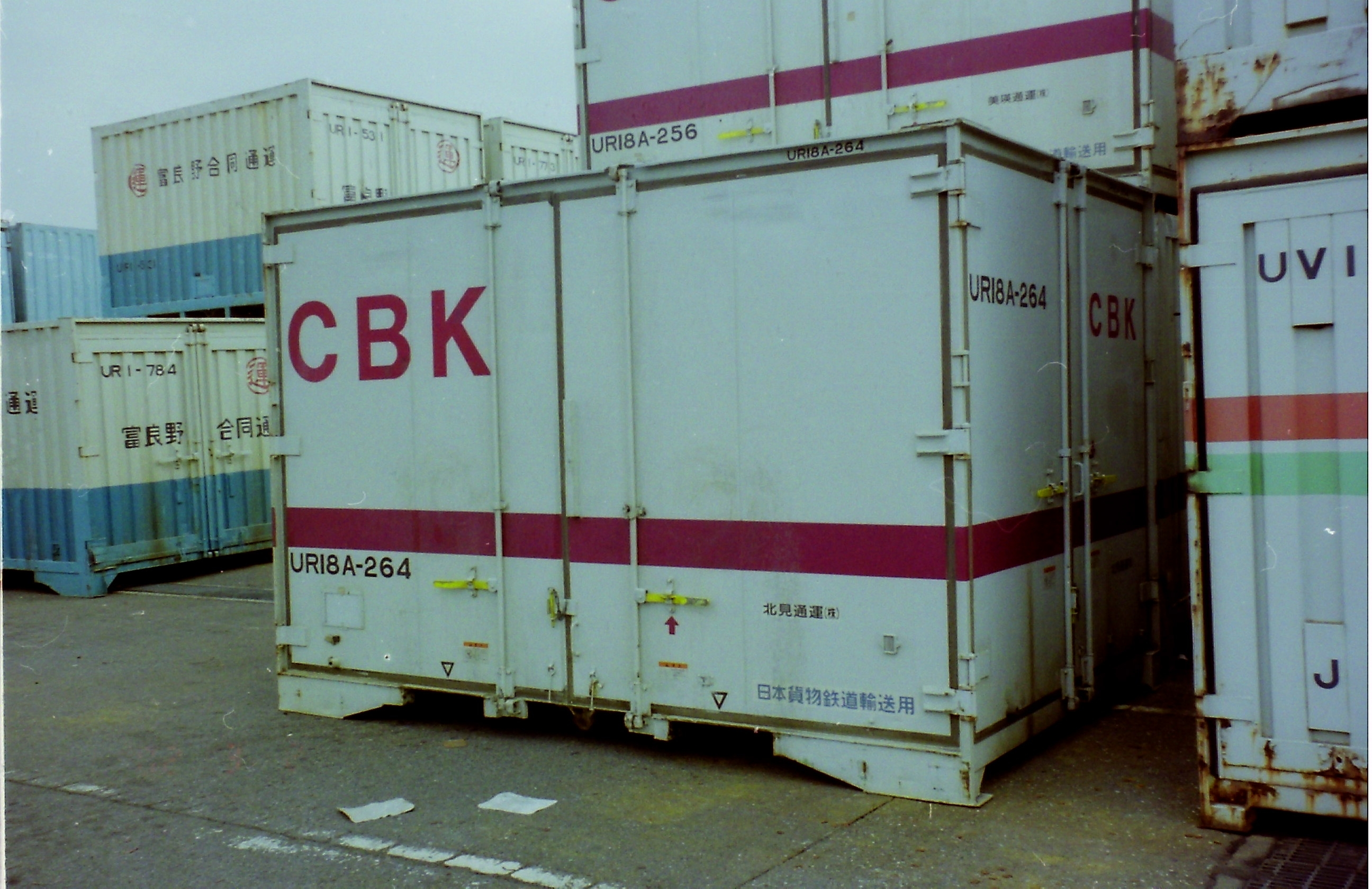
UR18A-264 北見通運所有。

265 - 268
日本通運所有。
269
（所有者不明）
270
日本通運所有。
271
（所有者不明）
272
日本通運所有。
273
（所有者不明）
274 ・ 275
日本通運所有。
276
（所有者不明）
277 - 279
日本通運所有。

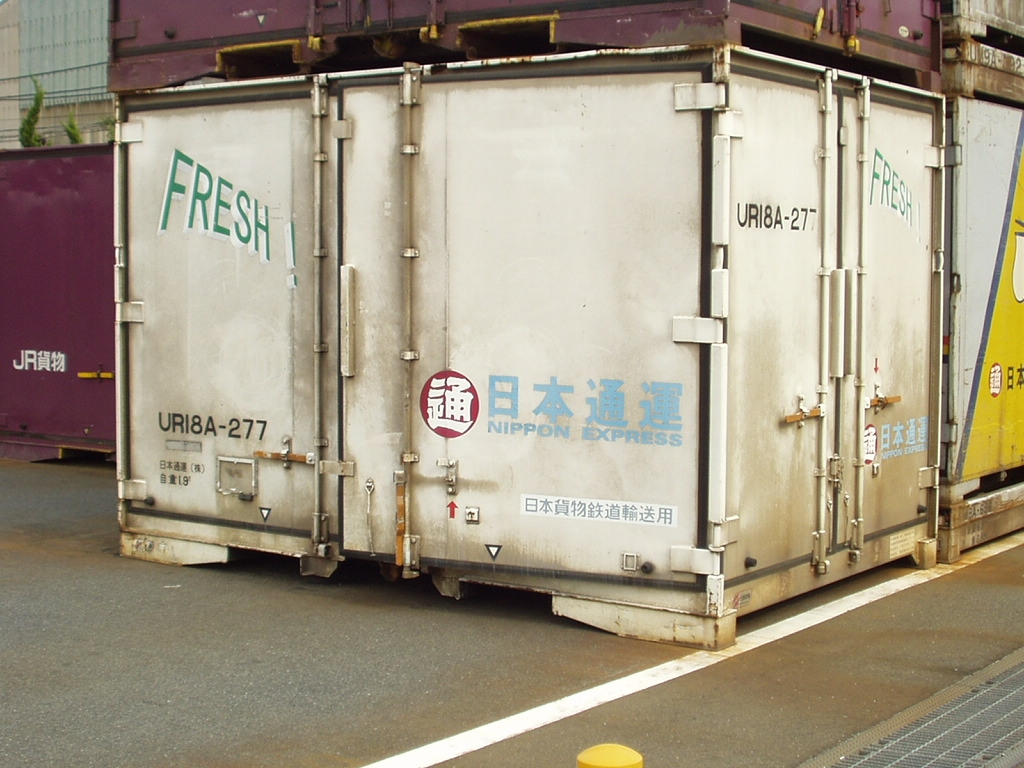
UR18A-277 日本通運所有。

280 ・ 281
（所有者不明）
282
日本通運所有。
283
（所有者不明）
284
日本通運所有。
285
（所有者不明）
286
日本通運所有。
287
（所有者不明）
288
日本通運所有。
289
（所有者不明）
290 - 294
日本通運所有。

### 2500番台 (L字二方開きタイプ)
2501 - 6298
日本石油輸送所有、全高2,500mm（規格外）、全幅2,450mm（規格外）、総重量6.6t。
- 1990~1993年（平成2~5年）度 - 2,114個（2501 - 4614）
- 1994年（平成6年）度 - 150個（4615 - 4764）
- 1995~1996年（平成7~8年）度 - 1,053個（4765 - 4764）
- 1997年（平成9年）度 - 481個（5818 - 6298）

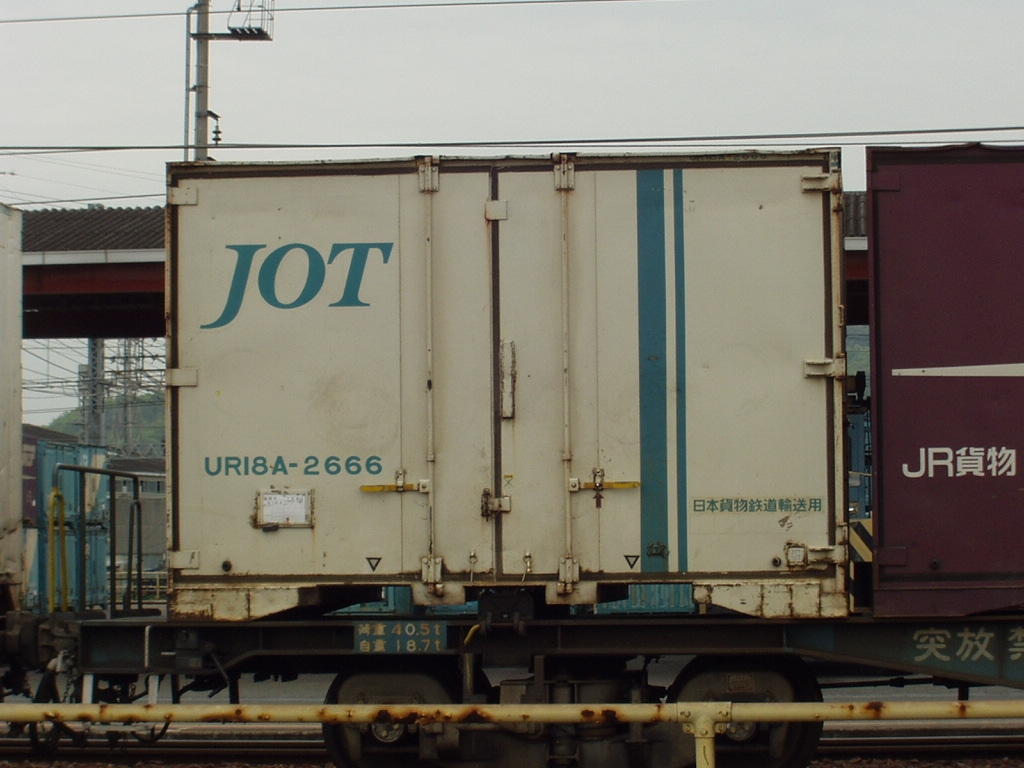
UR18A-2666 2003年4月23日 旧、西岡山
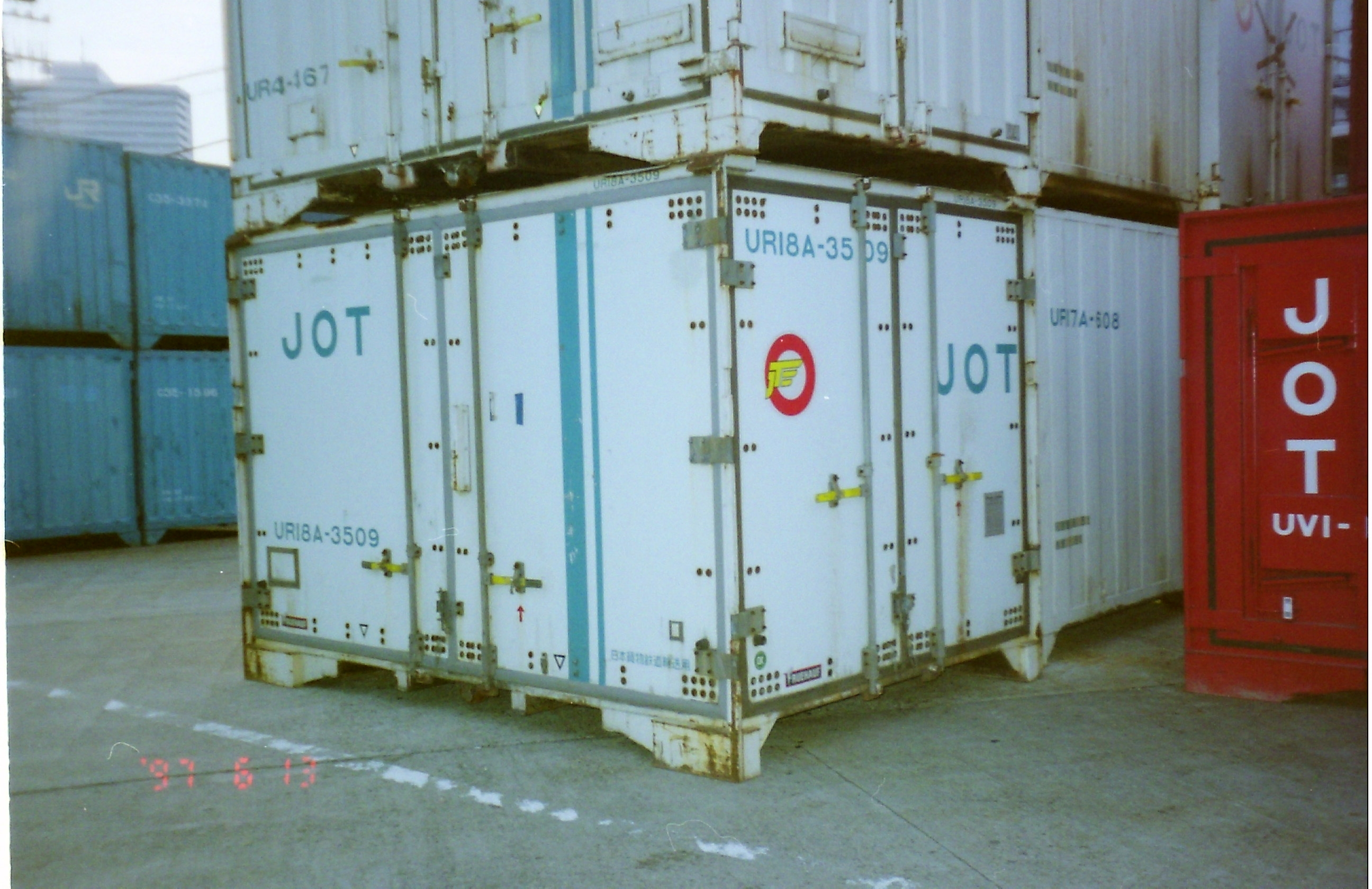
UR18A-3509 1997年6月13日 元、梅田貨物
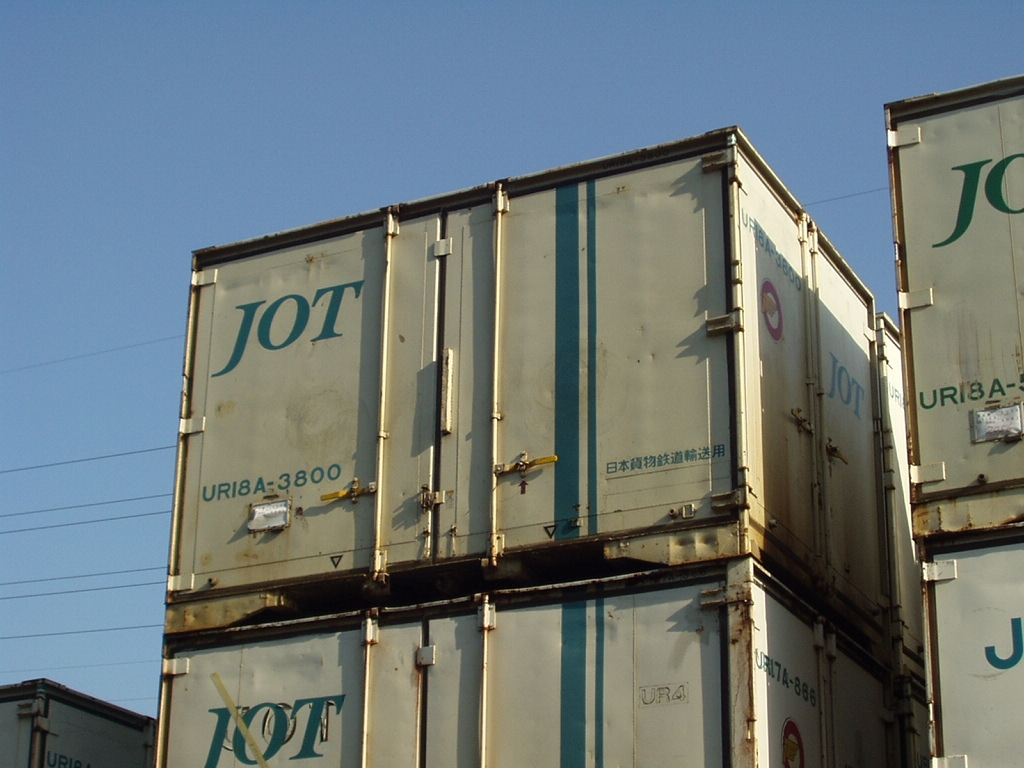
UR18A-3800 2003年5月3日 東水島
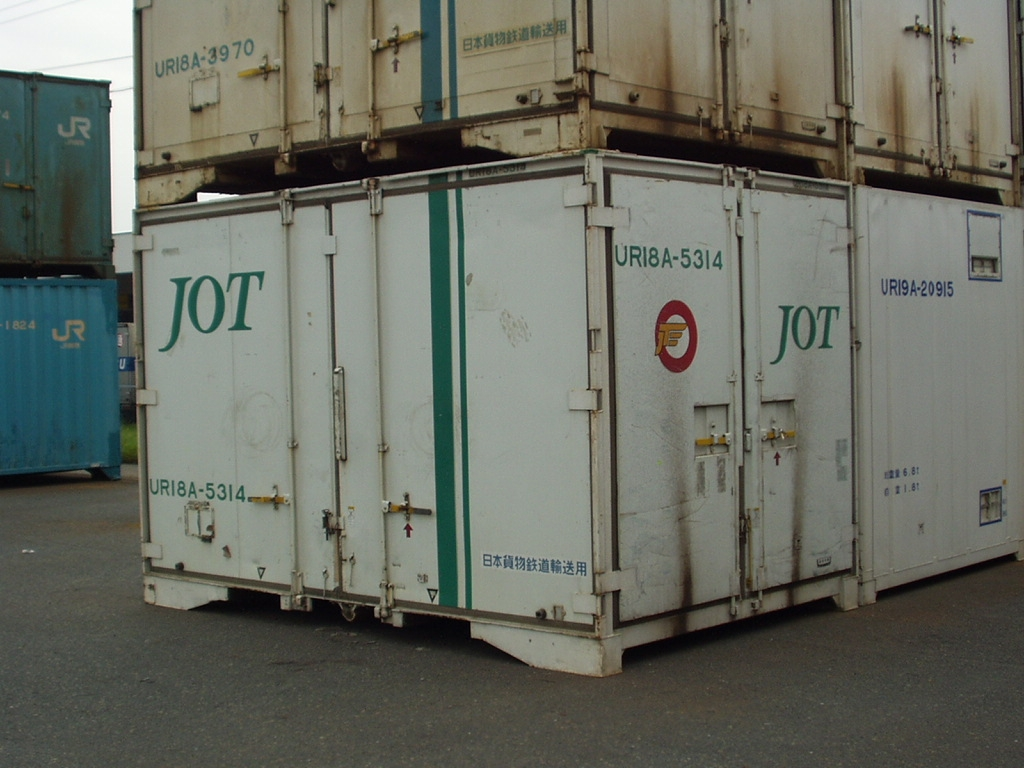
UR18A-5314 2003年5月13日 下関(タ)
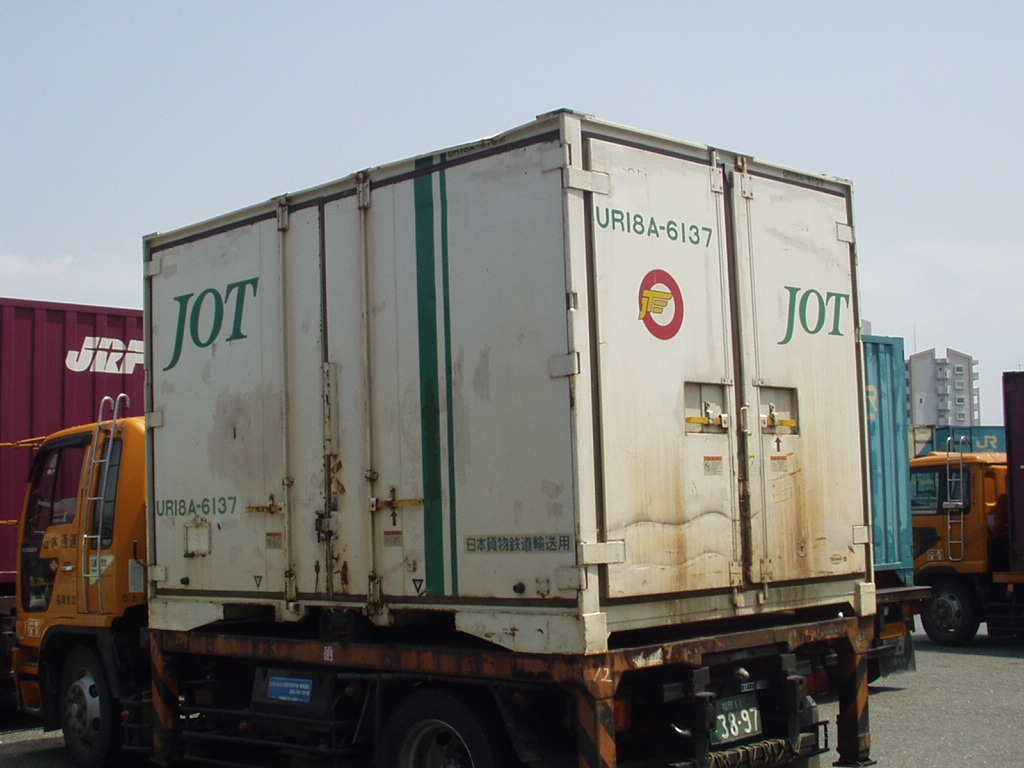
UR18A-6137 2003年5月12日 福岡(タ)

関連画像 鮮魚輸送用マーク付 = UR18A-4653 （2005年4月、築地市場）

関連画像 外観 = UR18A-4711 （1994年10月27日、二代目 ・ 梅小路）

関連画像 室内 = UR18A-4711 （1994年10月27日、二代目 ・ 梅小路）

関連画像 試作コンテナ = UR18A-6298 （1998年5月11日、東京タ）

### 10000番台 (両側開きタイプ)
10001 - 12531
日本石油輸送所有、全高2,500mm（規格外）、全幅2,475mm（規格外）、総重量6.8t。
- 1997~1998年（平成9~10年）度 - 520個（10001 - 10520）
- 1999・2001年（平成11・13年）度 - 850個（10521- 11370）
- 2002年（平成14年）度 - 451個（11371 - 11821）
- 2003年（平成15年）度 - 210個（11822 - 12031）
- 2004年（平成16年）度 - 500個（12032 - 12531）

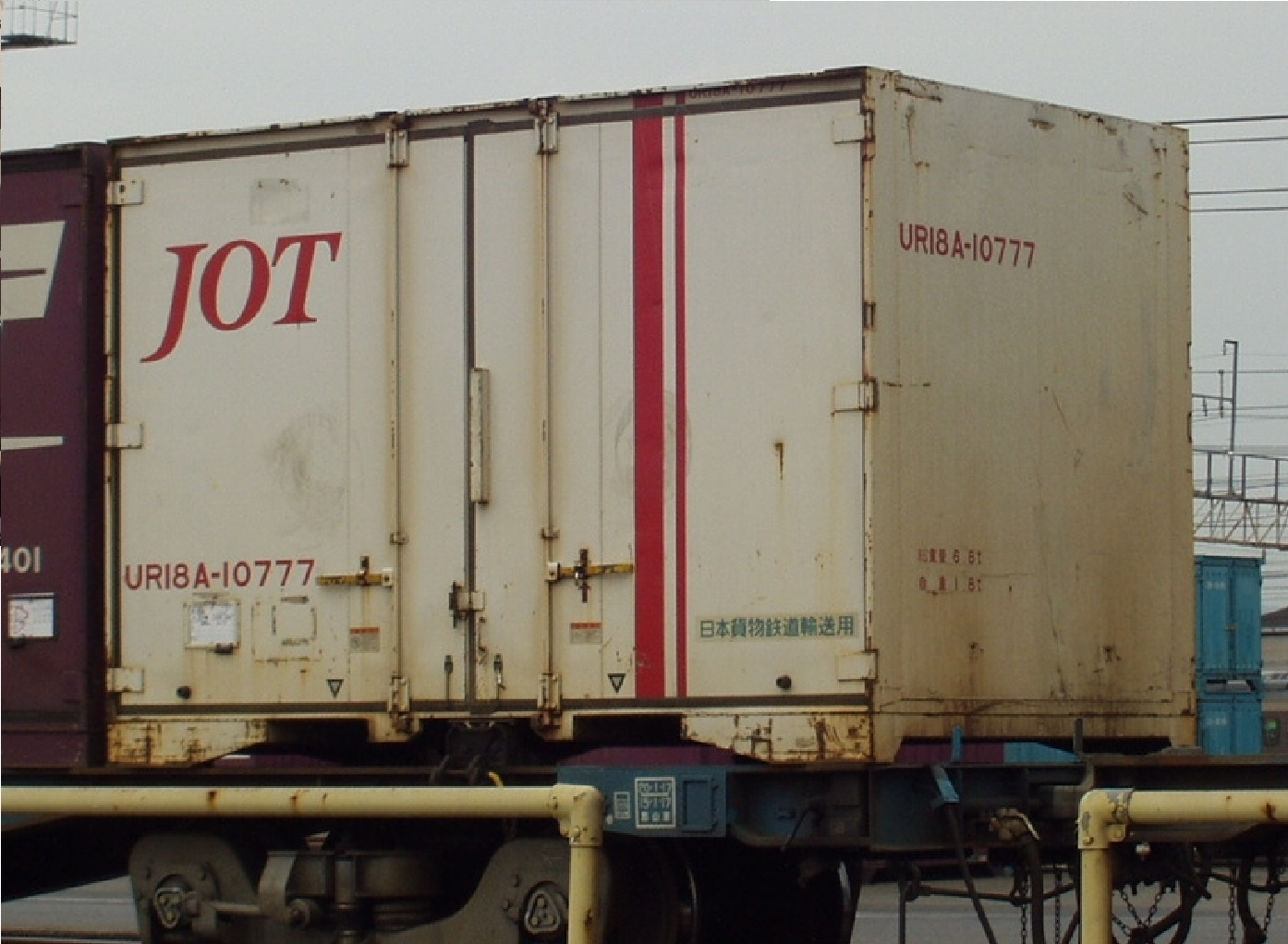
UR18A-10777 2003年4月23日 旧、西岡山
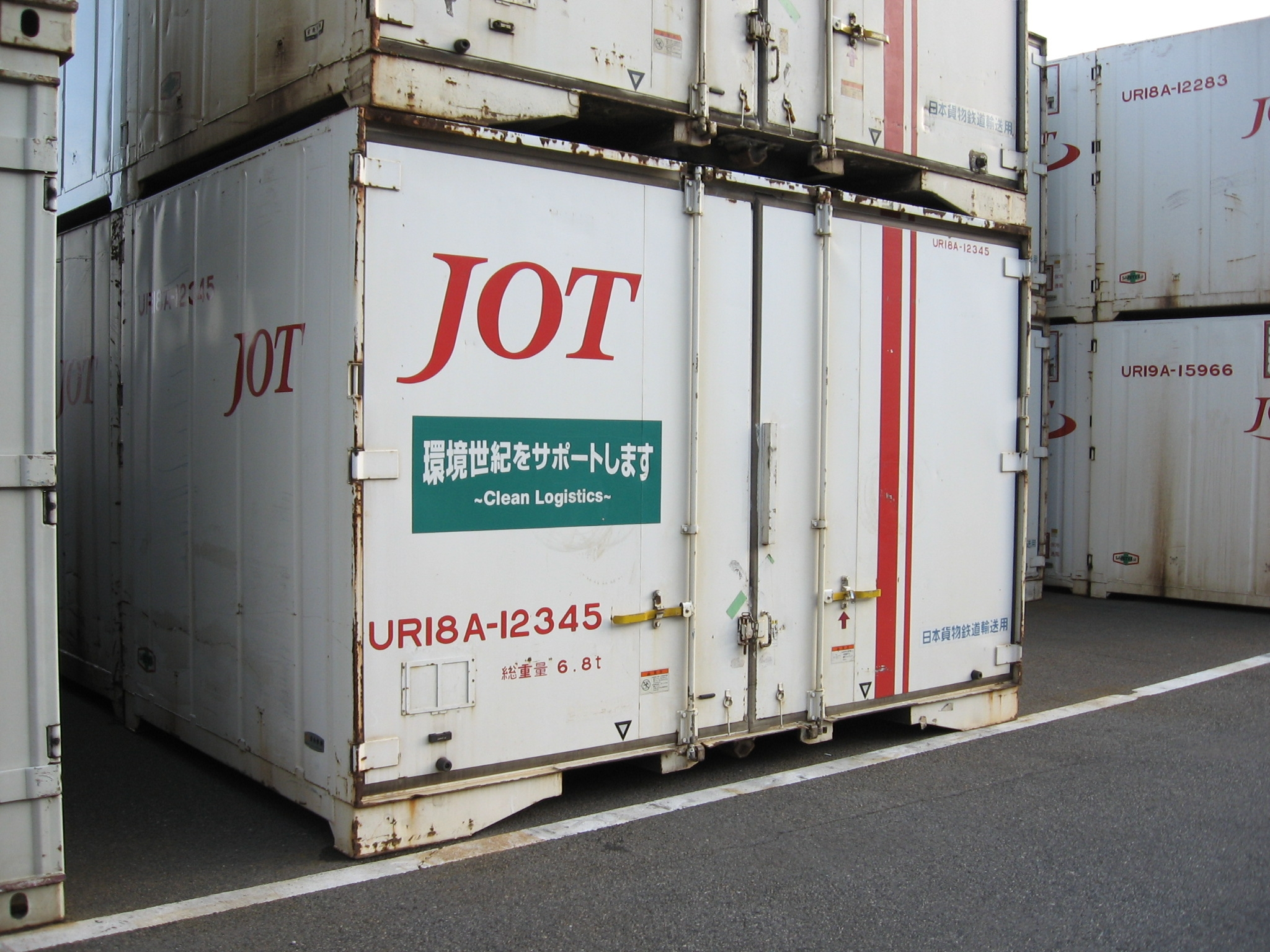
UR18A-12345 2008年5月11日 東水島

- 専用使用・特定貸し出し用。
  - 共英製鋼借受= UR18A-10530 2005年1月 （福岡タ）
  - アサヒビール専用= UR18A-10711
  - 松下電器借受= UR18A-11131 2003年11月
  - 医療用廃棄物輸送用= UR18A-11530 2006年9月 （黒井）
  - バンドー化学借受= UR18A-11796 2010年2月 （大宮操車場）

### 20000番台 (通風装置付き、L字二方開きタイプ)
20001 - 20900
日本石油輸送所有、全高2,500mm（規格外）、全幅2,450mm（規格外）、総重量6.8t。
- 2000年（平成12年）度 - 300個（20001 - 20300）
- 2001年（平成13年）度 - 600個（20301 - 20900）

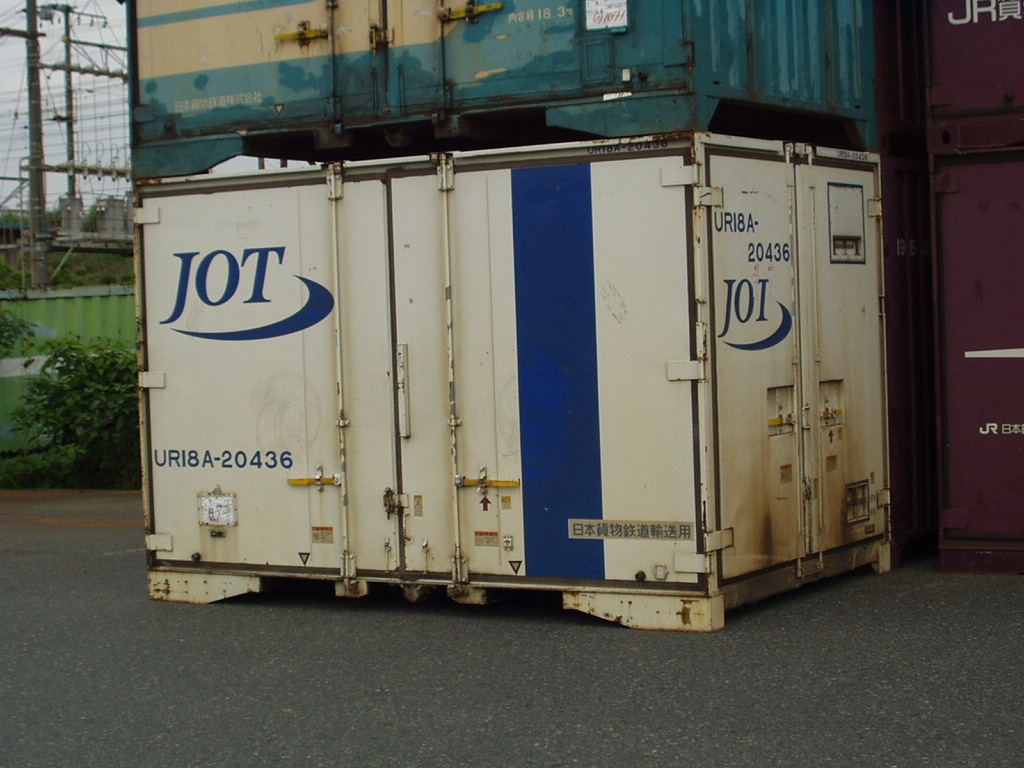
UR18A-20436 2003年5月13日 下関(タ)